# 1075 Helina
Helina (asteroide 1075) é um asteroide da cintura principal com um diâmetro de 35,52 quilómetros, a 2,6637435 UA. Possui uma excentricidade de 0,1153217 e um período orbital de 1 908,33 dias (5,23 anos).
Helina tem uma velocidade orbital média de 17,16481913 km/s e uma inclinação de 11,5353º.
Esse asteroide foi descoberto em 29 de Setembro de 1926 por Grigory Neujmin.